# 鬼頭あゆみ
鬼頭 あゆみ（きとう あゆみ、1976年5月19日 - ）は、ホリプロスポーツ文化部所属のフリーアナウンサー、タレント。

## 来歴
愛知県名古屋市出身。身長は156cm、血液型はO型。学芸員、ファイナンシャル・プランナー　ワインエキスパート　ダイビング（PADI　アドバンス・オープン・ウオーター）の資格を所有。
大学卒業後、2000年から2年間、東海テレビ放送のアナウンサーとなる。2002年に上京してセント・フォース所属サンデーモーニングに出演。その後、NHK探検ロマン世界遺産のリポーターとして世界30か国以上をめぐる。
2009年に結婚。2010年6月に第1子となる長男を出産した。
2012年6月に第2子（長女）を出産を機に、セント・フォースから離れ、子育てに専念。
子育ても一段落したことから、2016年からアナウンサー活動を再開、ホリプロに所属。

## 現在の出演番組
FeBe　鬼頭あゆみの本が好きっ　配信中

## 過去の出演番組
- 探検ロマン世界遺産（NHK総合）リポーター
- サンデーモーニング（TBSテレビ）
- プチッとCSN1（CSN1）ナビゲーター
- FNN東海テレビスーパーニュース（東海テレビ）リポーター
- ぴーかんテレビ 元気がいいね!（同上）リポーター
- ドラゴンズTODAY（同上）
- パブってポン!（同上）
- 情報ライブ トゥー・ユー!（名古屋テレビ放送）リポーター
- Suntory Saturday Waiting Bar（TOKYO FM）
- 阿藤快のぶらり“ 快”的うまい旅（2009年7月7日、20:00 - 22:00、BS11、総合演出:塩崎智晴）
- ヨーロッパ トラムの旅（NHK BS4K NHK BS8K）ナレーション